# Tarentola boavistensis
Боавіштський стінний гекон (Tarentola boavistensis) — вид геконів родини Phyllodactylidae. Вид є ендеміком Кабо-Верде, де він зустрічається на острові Боа-Вішта. Видова назва boavistensis відноситься до місцевості .

## Синоніми
- Tarentola rudis boavistensis Vasconcelos, Perera, Geniez, Harris & Carranza, 2012.[3]